# NGC 6370
NGC 6370 (również PGC 60192 lub UGC 10836) – galaktyka eliptyczna (E), znajdująca się w gwiazdozbiorze Smoka. Odkrył ją Lewis A. Swift 19 kwietnia 1885 roku. Należy do galaktyk Seyferta typu 2.